# 30 марта
30 марта — 89-й день года (90-й в високосные годы) по григорианскому календарю.
До конца года остаётся 276 дней.
До 15 октября 1582 года — 30 марта по юлианскому календарю, с 15 октября 1582 года — 30 марта по григорианскому календарю.
В XX и XXI веках соответствует 17 марта по юлианскому календарю.

## Праздники и памятные дни

### Национальные
- Малайзия — День султана Келантана[источник не указан 871 день].
- США — День доктора[англ.].

### Религиозные

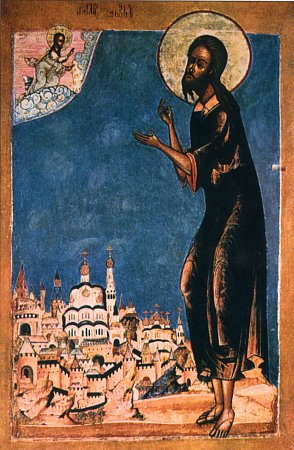
Алексий, человек Божий

#### Католицизм[2]
- память мученика Виктора Фессалоникийского
- память мученика Домнина Фессалоникийского
- память святого Зосима, епископа Сиракузского
- память святого Иоанна Лествичника
- память мученика Квирина Римского, трибуна
- память святого Клиния
- память святого Пастора, епископа Аурелианского (Орлеанского)
- память святого Петра Регалата Вальядолидского, Агилерского
- память святого Регула, епископа Сильванектийского (Санлисского)
- память блаженного Амадея, герцога Савойского
- память блаженного Иоакима из Фьори
- память блаженной Марии Реституты Кафки

#### Православие[3][4]
- память преподобного Алексия, человека Божия (411 год);
- память святителя Патрикия, епископа Ирландского (451 год);
- память преподобного Макария, игумена Калязинского, чудотворца (1483 год);
- память мученика Марина[5];
- память преподобного Парфения Киевского (Краснопевцева) (1855 год);
- память священномученика Александра Поливанова, пресвитера (1919 год);
- память священномученика Виктора Киранова, пресвитера (1942 год).

### Именины
- Католические: Аким, Амадей, Виктор, Домнин, Зосима, Иван, Квирин, Клиний, Пастор, Пётр, Регул, Мария
- Православные: Александр, Алексей, Виктор, Макар, Марин[3][4], Парфён, Патрикей

### Другие
- День осведомленности о синдроме упущенных каникул[6].

## События
См. также: Категория:События 30 марта

### До XIX века
- 1775 — британский парламент принял закон, запрещающий Североамериканским колониям торговать с кем-либо, кроме Британии.
- 1791 — Национальное собрание Франции ввело определение метра: одна сорокамиллионная часть длины парижского меридиана.

### XIX век
- 1814 — союзные войска (главным образом русские корпуса) антинаполеоновской коалиции (России, Англии, Пруссии и др.) взяли штурмом Париж, тем самым положив конец Наполеоновским войнам.
- 1820 — первые американские миссионеры прибыли на Гавайские острова.
- 1842 — американский доктор Кроуфорд Уильямсон Лонг из городка Джефферсон (штат Джорджия), удаляя опухоль на шее пациента, впервые применил во врачебной практике эфир как анестезирующее средство при операции. Он и позже успешно использовал эфир во время операций, но опубликовал отчёт о своих опытах только в 1849 году, что послужило поводом для оспаривания его открытия со стороны других медиков, пришедших к той же идее несколькими годами позже.
- 1847 — Лев Толстой начал вести дневник и продолжал это занятие всю жизнь. В полном собрании сочинений дневники писателя занимают 13 томов.
- 1850 — американский пароход Royal Adelaide наскочил на мель близ города Маргит. Погибли около 300 человек.
- 1856 — Крымская война 1853—1856 гг. закончилась подписанием в Париже представителями России, Великобритании, Франции, Турции, Сардинии, Австрии и Пруссии мирного договора. Турция в обмен на Севастополь и другие крымские города, взятые союзными войсками, получила город Карс, Молдавское княжество — часть Южной Бессарабии и устье Дуная.
- 1856 — Александр II в речи перед московским дворянством официально высказался об отмене крепостного права сверху: «… и сами вы знаете, что существующий порядок владения душами не может оставаться неизменным. Лучше отменить крепостное право свыше, нежели дожидаться, как оно само собою станет отменяться снизу».
- 1858 — Хаймен Липмен из Филадельфии запатентовал карандаш со стирающей резинкой на другом конце.
- 1860 — Александр II объявил о начале разработки крестьянской реформы в России.
- 1863 — датский король Фредерик VII отсоединил Шлезвиг от Гольштейна и присоединил к Дании.
- 1867 — США приобрели у России Аляску с Алеутскими островами за 7,2 млн долларов.
- 1870 — вступила в силу 15-я поправка к Конституции США, запрещавшая дискриминацию по расовому признаку при предоставлении избирательных прав.
- 1888 — в Петербурге прошла премьера цыганской оперетты «Дети лесов» («Чавэ адро вэша»), поставленной труппой Николая Шишкина[7][уточнить].
- 1879 — первое исполнение оперы Чайковского «Евгений Онегин». Это был ученический спектакль Московской консерватории в Малом театре.
- 1880 — во Франции запрещена деятельность иезуитов.
- 1885 — бой на Кушке обозначил предел распространения Российской империи на юг.
- 1891 — издан императорский указ о закладке Великого сибирского пути.
- 1899 — английский пассажирский пароход Stella погиб в Ла-Манше на скалах Каскетс из-за просчёта капитана в счислении пути. Число жертв составило 105 человек.

### XX век
- 1905 — восстание греков на Крите против турецкого владычества.
- 1906 — в Санкт-Петербурге вышел первый номер журнала «Вестник жизни»[8].
- 1917 — признание Временным правительством права Польши на независимость.
- 1918 — мартовские события 1918 года в Баку.
- 1922 — в Киеве создан театр-студия «Березиль» (ныне Харьковский украинский драмтеатр).
- 1934
  - Газета «Правда» впервые употребила фразу «ТАСС уполномочен заявить».
  - В Мурманске впервые проведена «Полярная Олимпиада».
- 1945 — Вторая мировая война: немецкие войска выбиты из польского Гданьска.
- 1946
  - Церемония вручения «Оскаров» впервые транслировалась по радио.
  - В Греции началась гражданская война.
- 1950 — изобретённый фототранзистор представляется в Murray Hill, Нью-Джерси.
- 1953 — всеобщая забастовка протеста против антидемократического закона о выборах в Италии.
- 1954 — открыт первый в Канаде метрополитен Торонто.
- 1956 — произошло извержение вулкана Безымянный на Камчатке. Человеческих жертв зарегистрировано не было.
- 1967 — директива о формировании Войск ракетно-космической обороны СССР.
- 1970 — на советские экраны вышел фильм Владимира Мотыля «Белое солнце пустыни».
- 1971 — Леонид Брежнев впервые использовал словосочетание «образцовый коммунистический город» и заявил о сложившейся новой общности людей — советского народа.
- 1972
  - Великобритания ввела прямое правление в Северной Ирландии.
  - Война во Вьетнаме: северовьетнамская армия начинает Пасхальное наступление, одно из крупнейших наступлений войны.
- 1976 — начало музыкального панк-движения: на первый концерт группы «Sex Pistols» в одном из лондонских клубов собралась толпа из 50 человек.
- 1980 — Боб Дилан получил премию «Грэмми» как лучший вокалист года.
- 1981
  - В СССР впервые введено летнее время.
  - Покушение на президента США Рональда Рейгана. Ранен Джеймс Скотт Брейди.
- 1987 — в день рождения ван Гога его картина «Подсолнухи» продана на лондонском аукционе за 50 млн долларов.
- 1992 — фильм «Молчание ягнят» завоевал пять премий «Оскар».
- 1994 — Pink Floyd выпустили альбом The Division Bell.
- 1995 — президент Беларуси Александр Лукашенко объявил о проведении референдума о роспуске парламента.

### XXI век
- 2009 — нападение на полицейскую академию в Лахоре.
- 2017 — первый в истории успешный повторный запуск первой ступени ракеты Falcon 9 FT.

## Родились
См. также: Категория:Родившиеся 30 марта

### До XVIII века
- 1135 — Маймонид (или Моше бен Маймон; ум. 1204), еврейский философ, просветитель, толкователь Талмуда.
- 1326 — Иван II Красный (ум. 1359), князь Московский и великий князь Владимирский (1353—1359), сын Ивана Калиты.
- 1432 — Мехмед II (ум. 1481), османский султан (1451—1481), мусульманский завоеватель, положивший конец существованию Византийской империи.

### XVIII век
- 1746 — Франсиско Хосе де Гойя (ум. 1828), выдающийся испанский живописец, гравёр и рисовальщик.
- 1754 — Жан Франсуа Пилатр-де-Розье (погиб в 1785), французский физик, химик, один из пионеров авиации.
- 1776 — Василий Тропинин (ум. 1857), русский художник, портретист (автор портрета А. С. Пушкина и знаменитой «Кружевницы»).
- 1793 — Хуан Мануэль де Росас (ум. 1877), аргентинский военный и политический деятель, диктатор.

### XIX век

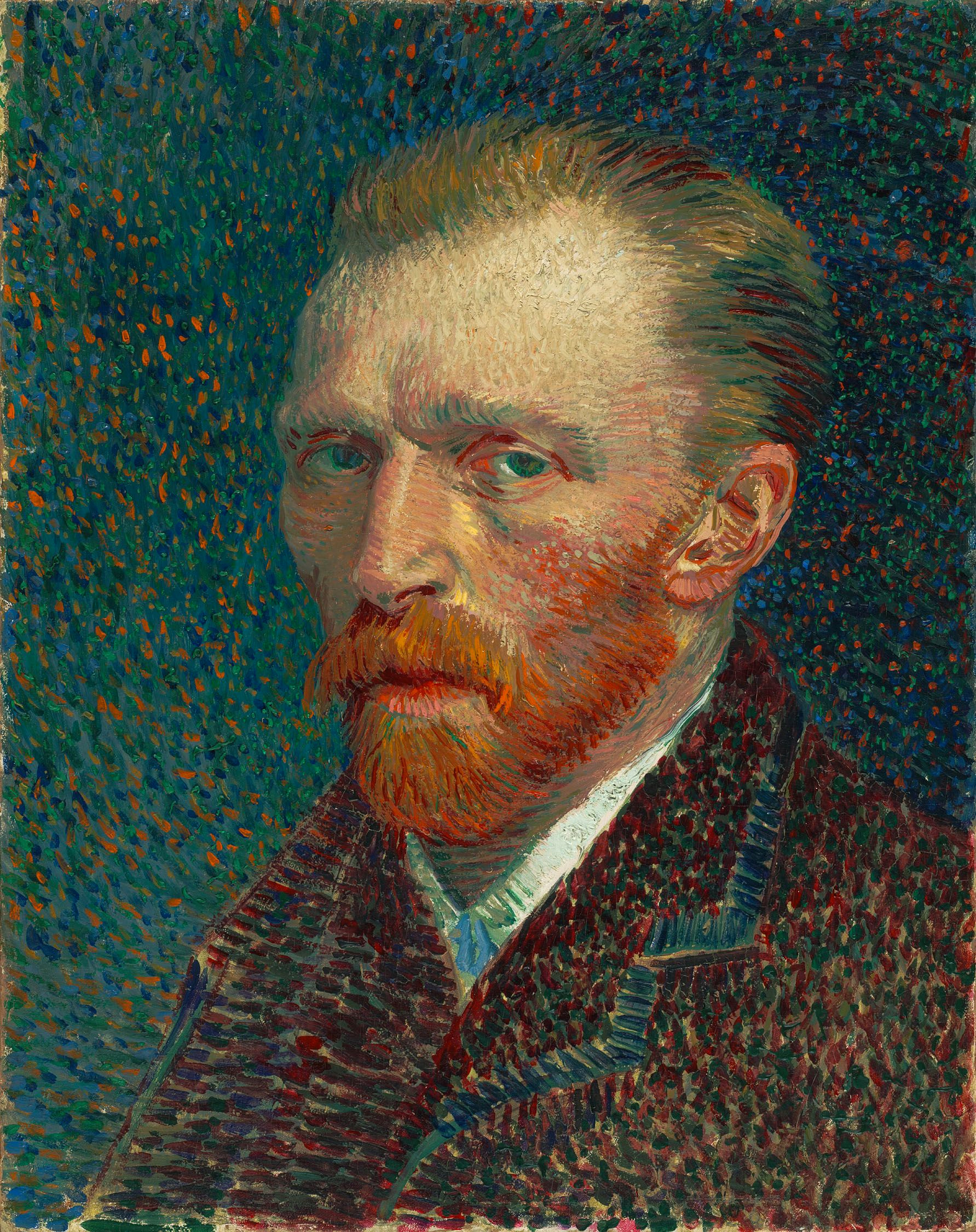
Винсент Ван Гог

- 1843 — Константин Станюкович (ум. 1903), русский писатель.
- 1844 — Поль Верлен (ум. 1896), французский поэт-символист.
- 1853 — Винсент Ван Гог (ум. 1890), голландский художник-постимпрессионист.
- 1863 — Жозеф Кайо (ум. 1944), французский политик и государственный деятель III республики.
- 1874 — Чарльз Лайтоллер (ум. 1952) английский моряк, коммандер, второй помощник капитана на борту «Титаника» и самый старший по званию выживший офицер. Руководил эвакуацией людей с левого борта.
- 1880 — Шон О’Кейси (ум. 1964), ирландский драматург.
- 1881 — Константин Сахаров (ум. 1941), русский военный деятель, генерал-лейтенант (1919). Видный деятель Белого движения в Сибири.
- 1886 — Генри Лерман (ум. 1946), американский актёр немого кино, режиссёр, продюсер и сценарист.
- 1891 — Борис Романицкий (ум. 1988), украинский советский актёр и режиссёр театра, народный артист СССР.
- 1892 — Стефан Банах (ум. 1945), польский математик, академик.
- 1894 — Сергей Ильюшин (ум. 1977), советский авиаконструктор, академик, трижды Герой Социалистического Труда.
- 1895 — Жан Жионо (ум. 1970), французский писатель, сценарист, переводчик.

### XX век
- 1901 — Алексей Фёдоров (ум. 1989), один из руководителей партизанского движения в годы Великой Отечественной войны, дважды Герой Советского Союза, генерал-майор.
- 1905 — Альберт Пирпойнт (ум. 1992), английский палач, казнивший 608 человек, около половины из которых были военными преступниками.
- 1912 — Александр Гладков (ум. 1976), русский советский драматург и киносценарист.
- 1913 — Фрэнки Лэйн (наст. имя Франческо Паоло ЛоВеккио; ум. 2007), американский эстрадный певец.
- 1916 — Ростислав Горелов (ум. 2004), советский живописец и график, член Союза художников СССР.
- 1919 — Борис Голубовский (ум. 2008), театральный режиссёр, педагог, народный артист РСФСР.
- 1920 — Алексей Алелюхин (ум. 1990), советский военный лётчик, генерал-майор авиации. Дважды Герой Советского Союза.
- 1922 — Герман Галынин (ум. 1966), советский композитор.
- 1923 — Владимир Фетисов (ум. 1998), советский художник, мастер пейзажа, участник ВОВ.
- 1925 — Павел Хомский (ум. 2016), театральный режиссёр, художественный руководитель Театра имени Моссовета, народный артист РСФСР.
- 1926 — Ингвар Кампрад (ум. 2018), шведский предприниматель, основатель компании IKEA.
- 1927 — Такаси Цудзии (наст. имя Сэйдзи Цуцуми; ум. 2013), японский писатель и бизнесмен, владелец конгломерата «Сайсон».
- 1928
  - Робер Бадентер (ум. 2024), французский политик и юрист, министр юстиции (1981—1986), председатель Конституционного совета (1986—1995).
  - Том Шарп (ум. 2013), английский писатель-сатирик.
- 1932 — Геннадий Юхтин (ум. 2022), советский и российский актёр театра и кино, народный артист РФ.
- 1933 — Жан-Клод Бриали (ум. 2007), французский актёр театра и кино.
- 1937 — Уоррен Битти, американский актёр, кинорежиссёр и продюсер, лауреат «Оскара», 4 «Золотых глобусов», др. наград.
- 1945
  - Эрик Клэптон, английский рок-музыкант, гитарист, певец, композитор.
  - Андрей Толубеев (ум. 2008), актёр театра и кино, народный артист РСФСР.
- 1948 — Эдди Джордан (ум. 2025), основатель и бывший владелец команды "Джордан" в Формуле 1.
- 1950 — Робби Колтрейн (наст. имя Энтони Роберт Макмиллан; ум. 2022), шотландский кино- и телеактёр, комик, сценарист, продюсер.
- 1953 — Леонид Сергеев (ум. 2022), российский журналист, автор и исполнитель песен.
- 1955 — Бахтияр Тузмухамедов, советский и российский юрист-международник, член Комитета ООН против пыток, судья международных судебных органов.
- 1957 — Елена Кондакова, российский космонавт, политик, Герой России.
- 1958 — Вадим Андреев (при рожд. Фейгельман), советский и российский актёр театра, кино и дубляжа, режиссёр, диктор.
- 1962 — MC Hammer (наст. имя Стэнли Кирк Баррелл), американский рэп-исполнитель, проповедник, телеведущий.
- 1963 — Алексей Михайличенко, советский украинский футболист, олимпийский чемпион (1988), тренер.
- 1964 — Трейси Чапмен, американская певица и автор песен, лауреат премии «Грэмми».
- 1966 — Дмитрий Волков (ум. 2025), советский пловец.
- 1968
  - Селин Дион, канадская певица, автор песен, актриса, композитор.
  - Донна Д’Эррико, американская актриса кино и телевидения, сценарист, продюсер и фотомодель.
- 1969 — Трой Бейлисс, австралийский мото- и автогонщик.
- 1970 — Дмитрий Потапенко, российский предприниматель, экономист, радиоведущий.
- 1972 — Карел Поборский, чешский футболист, серебряный призёр чемпионата Европы (1996).
- 1973 — Ян Коллер, чешский футболист.
- 1978 — Алексей Пехов, российский писатель-фантаст.
- 1979
  - Стефан Грихтинг, швейцарский футболист.
  - Анатолий Тимощук, украинский футболист и тренер.
- 1980 — Катрин Лунде, норвежская гандболистка (вратарь), двукратная олимпийская чемпионка, двукратная чемпионка мира, 6-кратная чемпионка Европы.
- 1981 — Сергей Мозякин, российский хоккеист, двукратный чемпион мира (2008, 2009), олимпийский чемпион (2018).
- 1982 — Филипп Мексес, французский футболист.
- 1984 — Саманта Стосур, австралийская теннисистка.
- 1986 — Серхио Рамос, испанский футболист, чемпион мира (2010), двукратный чемпион Европы (2008, 2012).
- 1987 — Марк-Эдуар Власик, канадский хоккеист, олимпийский чемпион (2014).

## Скончались
См. также: Категория:Умершие 30 марта

### До XIX века
- 1707 — Себастьян Ле Претр де Вобан (р. 1633), военный инженер, маршал Франции, писатель.
- 1764 — Пьетро Локателли (р. 1695), итальянский скрипач и композитор.
- 1784 — Иван Хемницер (р. 1745), русский поэт и переводчик, дипломат, педагог.

### XIX век
- 1806 — Джорджиана Кавендиш, герцогиня Девонширская (р. 1757), английская писательница, светская львица, хозяйка литературного салона.
- 1840 — Джордж Браммел (р. 1778), английский денди, законодатель мод 1800-х годов, введший в моду шейные платки.
- 1842 — Элизабет Виже-Лебрен (р. 1755), французская художница, мастер светских портретов.
- 1863 — Огюст Браве (р. 1811), французский кристаллограф, автор теории пространственных решёток кристаллов.
- 1864 — Анна Зонтаг (р. 1785), русская детская писательница, переводчица, мемуаристка.
- 1875 — Павел Иков (р. 1828), русский художник, мастер исторической и портретной живописи[9].
- 1877 — Антуан Огюстен Курно (р. 1801), французский экономист, философ, математик.
- 1879 — Тома Кутюр (р. 1815), французский художник.

### XX век
- 1907 — Лео Таксиль (наст. имя Мари Жозеф Габриэль Антуан Жоган-Пажес; р. 1854), французский писатель, журналист, общественный деятель, противник католицизма и клерикализма.
- 1912 — Карл Фридрих Май (р. 1842), немецкий писатель, автор приключенческих романов, поэт, композитор.
- 1925 — Рудольф Штайнер (р. 1861), немецкий философ-эзотерик, антропософ.
- 1938 — Михаил Налётов (р. 1869), русский инженер-изобретатель, создатель первого в мире подводного минного заградителя.
- 1950 — Леон Блюм (р. 1872), французский политический деятель, лидер Социалистической партии.
- 1955 — Лидия Нотт (р. 1866), американская актриса немого кино.
- 1957 — Константин Юдин (р. 1896), советский кинорежиссёр.
- 1959 — Даниил Андреев (р. 1906), русский советский поэт, писатель, философ.
- 1963 — Александр Гаук (р. 1893), композитор, главный дирижёр Государственного симфонического оркестра СССР.
- 1965 — Филип Хенч (р. 1896), американский врач, лауреат Нобелевской премии по физиологии или медицине (1950).
- 1966 — Эрвин Пискатор (р. 1893), немецкий театральный режиссёр, теоретик театра.
- 1971 — Максим Михайлов (р. 1893), певец (бас), солист Большого театра, народный артист СССР.
- 1977 — Хафез Абдель Халим (р. 1929), египетский певец и актёр.
- 1981 — Михаил Леонтович (р. 1903), советский физик, академик АН СССР.
- 1986
  - Алексей Горегляд (р. 1905), советский государственный деятель, организатор промышленности.
  - Джеймс Кэгни (р. 1899), американский актёр театра и кино, артист водевилей, танцор, лауреат «Оскара».
- 1993 — Радий Погодин (р. 1925), русский советский прозаик, поэт, сценарист, выдающийся детский писатель.
- 1995 — Пол Ротшильд (р. 1935), американский музыкальный продюсер.
- 1999
  - Юрий Кнорозов (р. 1922), советский этнограф и языковед, впервые расшифровавший письменность индейцев майя.
  - Игорь Нетто (р. 1930), советский футболист, заслуженный мастер спорта СССР.

### XXI век
- 2002
  - Елизавета, королева-мать (р. 1900), мать королевы Великобритании Елизаветы II (1926—2022).
  - Виктор Конецкий (р. 1929), советский и российский писатель, сценарист, капитан дальнего плавания.
- 2003 — Валентин Павлов (р. 1937), министр финансов СССР (1989—1991), премьер-министр СССР (в 1991), член ГКЧП.
- 2009 — Андреа Мид-Лоуренс (р. 1932), американская горнолыжница, двукратная чемпионка мира и Олимпийских игр.
- 2011 — Людмила Гурченко (р. 1935), актриса театра и кино, эстрадная певица, народная артистка СССР.
- 2012 — Виктор Косичкин (р. 1938), советский конькобежец, олимпийский чемпион (1960), чемпион мира и Европы.
- 2013 — Валерий Золотухин (р. 1941), актёр театра и кино, народный артист РСФСР, художественный руководитель театра на Таганке.
- 2015 — Майя Меркель (р. 1927), советский и российский режиссёр, сценарист и оператор неигрового кино.
- 2016 — Юрий Бутырин (р. 1930), советский режиссёр мультипликации, художник-постановщик, художник-мультипликатор.
- 2020 — Манолис Глезос (р. 1922), греческий политический деятель, писатель, антифашист.
- 2025 — Барбара Фришмут (р. 1941), австрийская писательница и переводчик.

## Народный календарь, приметы и фольклор Руси
- Алексий, человек Божий.
- Алексей — с гор потоки, с гор вода.
- Алексей-водотёк с гор потоки принесёт, рыба на ставу тронется, а зиму-зимушку на нет сведёт.
- Каковы на Алексея ручьи (большие или малые), такова и пройма (разлив).
- Рыба трогается с зимовья и трётся под берегами. Когда действительно вода с гор бежит, то ожидают благоприятной весны, а с ней и хороших урожаев.
- На Алексея выверни оглобли из саней. Покинь сани, снаряжай телегу. Сани на поветь.
- На Алексея Тёплого доставай ульи (юж. области).
- В этот день устраивают гусиные бои, а в южных губерниях начинают сеять овёс и ячмень[10][11][неавторитетный источник].